# فرودگاه سوکول
فرودگاه سوکول (به انگلیسی: Sokol Airport) (به زبان بومی: Аэропорт Сокол) یک فرودگاه همگانی با کد یاتا GDX است که یک باند فرود بتن دارد و طول باند آن ۳۴۵۲ متر است. این فرودگاه در شهر ماگادان کشور روسیه قرار دارد و در ارتفاع ۱۷۵ متری از سطح دریا واقع شده‌است.

## شرکت‌های هواپیمایی و مقصدهای پروازی
| شرکت‌های هواپیمایی                      | مقصدهای پروازی                                                       |
| -------------------------------------- | -------------------------------------------------------------------- |
| آئروفلوت                               | شرمتیوو                                                              |
| آئروفلوت اجرا توسط آورورا              | خاباروفسک ناوی، ولادی‌وستوک                                           |
| آئروفلوت اجرا توسط روسیه ایرلاینز      | ونوکووا                                                              |
| ایر آئرو                               | ایرکوتسک، Keperveyem، خاباروفسک ناوی، تولمچوا، سورو-اونسک، اولان‌اوده |
| اس۷ ایرلاینز                           | ایرکوتسک، تولمچوا                                                    |
| اس۷ ایرلاینز اجرا توسط گلوبوس ایرلاینز | تولمچوا                                                              |
| SiLA Airlines                          | Omolon، Omsukchan، پتروپاولوفسک/سیبون، سیمچان، سوسومان               |
| VIM Airlines                           | دوموده‌دوو                                                            |
| یاکوتیا ایرلاینز                       | اوگولنی، یاکوتسک فصلی: خاباروفسک ناوی، پاشکوفسکی، تولمچوا، پالکوو    |